# اتین تابورو دزاکور
اتین تابورو دزاکور (به فرانسوی: Étienne Tabourot des Accords) نویسنده قرن شانزدهم میلادی اهل فرانسه است.